# Institut supérieur international du parfum, de la cosmétique et de l'aromatique alimentaire
Het Institut supérieur international du parfum, de la cosmétique et de l'aromatique alimentaire, ook wel ISIPCA, is een in 1970 opgerichte grande école, gevestigd in het Franse Versailles.
Sinds 2004 is er een samenwerkingsverband met de Universiteit van Versailles-Saint-Quentin-en-Yvelines (UVSQ) voor postdoctorale programma's in parfumerie, cosmetica en voedselsmaken.
Bij de school hoort de Osmothèque, een parfumarchief voor onderzoek naar oude parfums en reconstructie van verloren gegane formules voor geuren.

## Diploma's
Diploma's die te behalen zijn:
- Bachelor of Science
- Master of Science
- Mastère Spécialisé, een eenjarige opleiding voor verdere specialisatie[1]

Daarnaast kunnen studenten een massive open online course volgen, een cursus waarbij het cursusmateriaal wordt verspreid via internet.